# Andrea Cornwell
Andrea Cornwell ist eine britische Filmproduzentin.

## Karriere
Cornwell spielte zunächst im Schultheater, bevor sie durch den Gangsterfilm Hard Men in die Produktionsbranche einstieg. Sie begann ihre Karriere 2000 mit dem Kurzfilm Rub's Slippers. Danach folgten weitere Filme, bis sie 2004 in die Fernsehbranche wechselte und dort mehrere Fernsehfilme produzierte. Mit The Last Days on Mars produzierte sie 2013 ihren ersten Kinofilm. Für den Dokumentarfilm Seahorse wurde sie 2019 für den British Independent Film Award nominiert. Im selben Jahr begann sie ihre Zusammenarbeit mit der Regisseurin Rose Glass, woraus der Horrorfilm Saint Maud entstand. Für diesen erhielt sie dann zwei Jahre später einen British Academy Film Award. Im Jahr 2023 war sie Teil der Jury des Big Screen Award. Im Jahr 2023 produzierte sie mit ihr den Thriller Love Lies Bleeding, der ein Jahr später in die Kinos kam. Nach eigenen Angaben ist es ihr wichtig, Filme direkt am Set zu betreuen und viel Wert auf das Casting zu legen. 2024 sagte sie in einem Interview, dass der britische Steueranreiz Independent Film Tax Credit helfen würde, auch kleinere Filme wieder in Großbritannien zu produzieren.

## Filmografie (Auswahl)
- 2000: Rub's Slippers (Kurzfilm)
- 2001: Knit Your Own Karma (Kurzfilm)
- 2002: D.I.Y. Hard (Kurzfilm)
- 2004: Cheap Rate Gravity (Kurzfilm)
- 2004: My Life as a Popat (Fernsehserie)
- 2005: Feeder (Kurzfilm)
- 2006: Wettlauf mit dem Tod (Fernsehserie)
- 2009: Micro Men (Fernsehfilm)
- 2012: Double Take (Fernsehfilm)
- 2013: The Last Days on Mars
- 2014: Suite française – Melodie der Liebe
- 2017: Apostasy
- 2018: Bruce Lee and the Outlaw
- 2019: Seahorse
- 2019: Saint Maud
- 2021: The Phantom
- 2021: Into Dust
- 2022: Die Schlange von Essex (Fernsehserie)
- 2024: Love Lies Bleeding
- 2025: The Thing with Feathers

## Auszeichnungen
- 2019: British-Independent-Film-Award-Nominierung in der Kategorie Bester Dokumentarfilm für Seahorse
- 2021: British-Independent-Film-Award-Nominierung in der Kategorie Bester Britischer Independent Film für Saint Maud
- 2021: British Academy Film Award in der Kategorie Bester Britischer Film des Jahres für Saint Maud